# Józef Florko
Józef Florko, CM (ur. 8 maja 1915 w Winnikach koło Lwowa, zm. 1945 w Bergen-Belsen) – polski duchowny katolicki, Sługa Boży Kościoła katolickiego.
W 1931 wstąpił do Zgromadzenia Księży Misjonarzy w Krakowie i tam przyjął święcenia kapłańskie w 1939. Pracę duszpasterską i działalność misyjną prowadził w Krakowie i od 1943 roku w Warszawie. Aresztowany 7 lutego 1944 trafił na Pawiak, a potem przewieziony do hitlerowskiego obozu koncentracyjnego w Gross-Rosen (28 marca 1944). Kolejno trafiał do obozów w Mittelbau-Dora i na koniec Bergen-Belsen (25 lutego 1945). Zginął w czasie ewakuacji obozu.
Pomimo niespełniania warunków brzegowych stał się jednym ze 122 Sług Bożych, wobec których 17 września 2003 rozpoczął się proces beatyfikacyjny drugiej grupy męczenników z okresu II wojny światowej.